# Moše Isserles
Moše ben Jisra'el Isserles (hebrejsky משה בן ישראל איסרלישׂ‎, polsky Mojżesz ben Israel Isserles, někdy též Isserlis, 22. února 1530 v Krakově – 11. května 1572 tamtéž) byl polský aškenázský rabín. Je znám pod rabínským akronymem Rema (hebrejsky רמ״א‎ Rema, či v polské aškenázské výslovnosti Remu). Jeho nejznámějším dílem je Mapa (hebrejsky „Ubrus“), což jsou glosy k Šulchan aruchu rabína Josefa Karo, dodnes platné a závazné pro aškenázské ortodoxní židy.

## Život

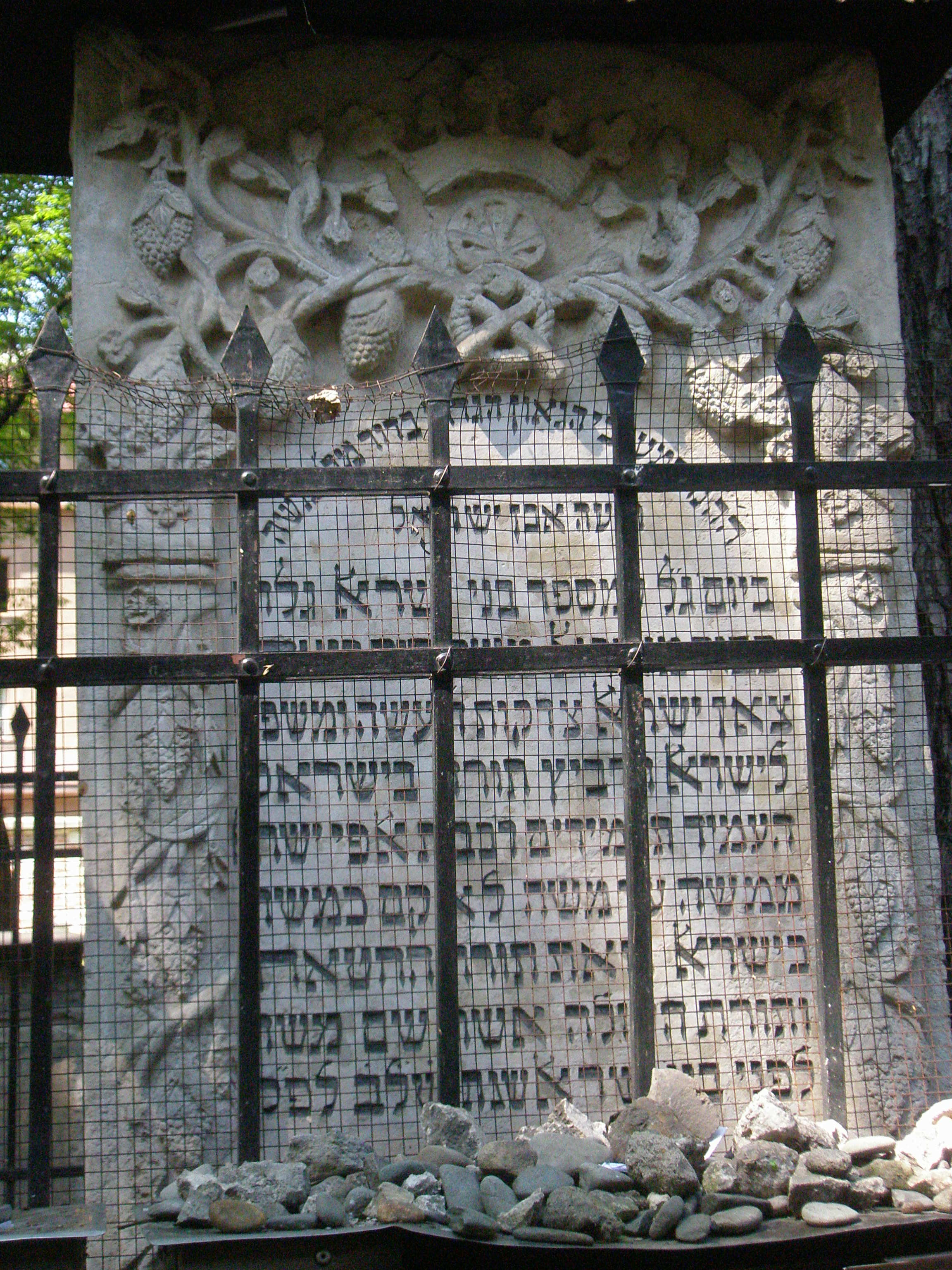
Náhrobek Mošeho Isserlise

Narodil se v Krakově, v závislosti na zdrojích údajně mezi lety 1520 a 1530, jako syn bohatého židovského kupce Israele Isserlise, zakladatele jedné z nejstarších synagog v Kaziměři, jež byla později právě na jeho počest pojmenována synagoga Remu.
Jako mladý Isserlis nejprve studoval u svého otce, který byl mezi krakovskými Židy uznáván jako výborný znalec Talmudu, a u svého strýce Mošeho Heigerlicha v Krakově. Otec ho posléze poslal na pokračovací studium na slavné ješivě u rabína Šaloma Šachny v Lublinu. Zde pobýval patrně do roku 1549 a údajně se tam oženil se Šachnovou dcerou Goldou. Ta zemřela v roce 1552 ve věku 20 let.
Vedle Talmudu studoval Isserles také filozofii, astronomii a historii. Již během svého mládí byl všeobecně uznáván za vynikajícího učence a roku 1550 – tedy když mu ještě nebylo ani třicet let – byl jmenován za člena krakovského bejt dinu. Zřejmě proto také založil vlastní ješívu a podporoval své studenty ze soukromých fondů. Jakožto posek vydával halachická rozhodnutí, jež se staly závaznými pro veškeré aškenázské židovstvo.
Krom toho byl Isserles také činný jako sofer; vyhotovil svitek Tóry podle starého rukopisu, který pro něj zakoupil Josef Karo ve Cfatu a nechal mu jej zaslat do Krakova.

### Závěr života
Isserles byl pohřben na hřbitově za "svou" synagogou. Až do druhé světové války tisíce polských Židů každoročně vykonávaly pouť k jeho macevě na svátek Lag ba-omer, kdy Isserles zemřel. Synagoga, dnes známá jako synagoga Remu, byla postavena jeho otcem v roce 1553 a pojmenována právě po Moše Isserlisovi. Při ničení přilehlého hřbitova stejného jména během holocaustu se však nacisté údajně natolik báli jeho zázračné moci, že jeho hrob nechali jako jediný netknutý. Na jeho macevě je nápis „od Mojžíše k Mojžíšovi nebyl nikdo jako Mojžíš“, což je poetické vyjádření toho, že od Mojžíše k Moše Maimonidovi nebyl nikdo tak věhlasným učencem, jako právě Moše Iseserles.
Mezi Isserlisovy potomky patří např. Moses Mendelssohn či Felix Mendelssohn-Bartholdy.